# Iñigo Manglano-Ovalle

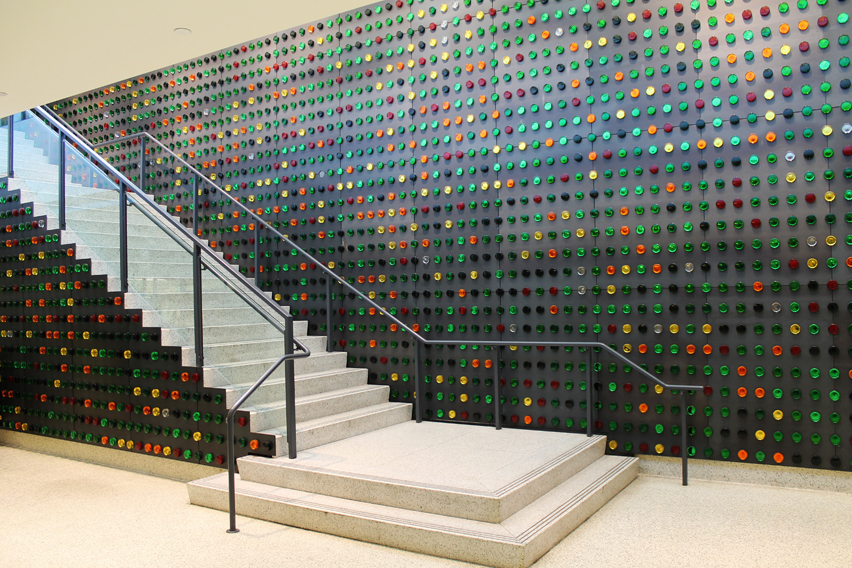
Portrait of a Young Reader, Bronx Library Center.

Iñigo Manglano-Ovalle (* 1961 in Madrid) ist ein spanischstämmiger Künstler, der in Chicago (Illinois, USA) lebt und arbeitet.

## Biografie
Iñigo Manglano-Ovalle wuchs in Bogotá (Kolumbien) und Chicago (USA) auf und machte 1983 seinen Bachelor-Abschluss in Kunst und Kunstgeschichte wie auch in Lateinamerikanischer und Spanischer Literatur am Williams College (Williamstown, Massachusetts, USA). 1989 machte er seinen Master in Bildhauerei an der School of the Art Institute of Chicago.
Früh arbeitete er in Chicago als Künstler auch mit Jugendlichen, was dort 1993 zur Gründung von Street-Level Youth Media führte, einer gemeinnützigen Kunstinstitution für junge Menschen. Zugleich führte Manglano-Ovalle viele eigenständige Projekte durch, wobei sein künstlerisches Schaffen durch soziale Themen inspiriert wurde. In seinen Kunstwerken bezog er sich u. a. auf die Schwierigkeiten, die illegale Einwanderer in den USA haben.
Seine gerühmte Filmtrilogie Le Baiser/The Kiss (1999), Climate (2000) und In Ordinary Time (2001) setzte sich mit der Architektur von Mies van der Rohe und dessen Einfluss auf die Moderne auseinander.
Manglano-Ovalle setzt sich mit verschiedenen Inhalten und Themen auseinander wie Technologie, Klima, Einwanderung oder die allgemeine Bedeutung sozialer, politischer, ökologischer bzw. wissenschaftlicher Systeme. Oft arbeitet er bei seinen Projekten mit anderen zusammen oder nimmt Experten unterschiedlicher Disziplinen in Anspruch, wie Ingenieurwissenschaften, Architektur, Gen- und Klimaforschung, Astrophysik, Meteorologie oder Medizinethik, um sich mit deren wissenschaftlichen Methoden mit Begriffen wie Rasse und Identität sowie den Versprechungen und Gefahren von Technologien auseinanderzusetzen, z. B. in Werken wie Cloud Prototype No. 1 (2003) oder Portrait of a Young Reader (2006).
Er nutzte z. B. extraterrestrische Radiosignale, Wetterlagen und biologische Codes und wandelte reine Daten hiervon in digitale Videoprojektionen um oder erstellte auf der Datenbasis Skulpturen durch Computerberechnungen. Dabei entstanden technisch komplexe Objekte, die formal wie konzeptionell genau durchdacht sind. Diese technologisch ausgefeilten Skulpturen und Video-Installationen verwenden natürliche Formen wie Wolken, Eisberge oder DNA als Metaphern, um umstrittene soziale Inhalte wie Einwanderung, Waffengewalt und menschliches Klonen zu thematisieren. Sein Vorgehen, die Natur über Daten abzubilden, führte u. a. dazu, dass sich Manglano-Ovalle auch mit menschlichen Eingriffen in die Natur auseinandersetzte.
Er wird von der Meulensteen Gallery und Galerie Thomas Schulte, Berlin, früher von der Max Protetch Gallery, in New York City vertreten.

## Ausstellungen
Manglano-Ovalle stellte seine Arbeiten in renommierten Institutionen weltweit aus. Einzel-Ausstellungen seiner Arbeiten fanden u. a. im Rochester Art Center (Minnesota), Art Institute of Chicago (2005), Museum Haus Esters, Museum Haus Lange, Krefeld, Deutschland (2005), dem Museo Tamayo Arte Contemporaneo, Mexiko-Stadt (2004), Museo de Arte Contemporáneo de Monterrey, Mexiko (2004), im Cleveland Center for Contemporary Art (Ohio), dem Sala de Exposiciones de la Fundación "la Caixa", Madrid (2003), Barcelona Pavilion, Fundación Mies van der Rohe, Barcelona (2002), Museum of Contemporary Art (Chicago) (1997) und 2013 in der Schering-Stiftung (Berlin) statt.
Er war darüber hinaus bei Gruppenausstellungen u. a. bei der documenta 12, Kassel (2007), Liverpool Biennial (2004, 2006), Solomon R. Guggenheim Museum, New York City, Guggenheim Museum, Bilbao (2002, 2003), Museum of Modern Art, New York City (2002), Biennale von São Paulo, São Paulo (1998) und dem Whitney Museum of American Art, New York (2000) beteiligt.

## Preise und Auszeichnungen
Manglano-Ovalle erhielt zahlreiche Preise und Auszeichnungen wie die MacArthur Fellowship (2001) oder den Media Arts Award des Wexner Center for the Arts (Columbus, Ohio).
- 1995: National Endowment for the Arts Fellow